# Neanthes bruaca
Neanthes bruaca är en ringmaskart som beskrevs av Lana och Sovierzovsky 1987. Neanthes bruaca ingår i släktet Neanthes och familjen Nereididae. Inga underarter finns listade i Catalogue of Life.